# Madonna col Bambino in gloria e Santi
Madonna col Bambino in gloria e Santi, è un dipinto del pittore veronese Giovan Francesco Caroto che si trova presso la Chiesa di San Fermo Maggiore a Verona.